# Klemm Antal
Klemm Antal (eredetileg Klemm Imre; Léka, 1883. szeptember 1. – Pécs, 1963. december 23.) nyelvész, finnugrista, bencés szerzetes, a nyelvtudományok doktora (1957), a Magyar Tudományos Akadémia levelező (1927) tagja. A finnugor nyelvek összehasonlító mondattani kutatása területén kifejtett munkássága rendkívül jelentős, a magyar nyelv mondat- és szószerkezeti sajátosságainak történeti alakulását felvázoló monográfiája napjainkig hiánypótló munka. 1923-tól 1955-ig Magyarország különböző egyetemein oktatott a magyar és az összehasonlító finnugor nyelvészet egyetemi tanáraként.

## Életútja
Klemm Mihály kocsmáros és Szeiszer Mária fiaként született. Középiskolai tanulmányait a bencések kőszegi és soproni gimnáziumaiban végezte, majd 1902-ben érettségizett. Még ebben az évben belépett a Szent Benedek-rendbe. 1907-es pappá szenteléséig a Pannonhalmi Főapátsági Főiskolán tanult. Ezt követően, 1907–1908-ban a Budapesti Tudományegyetemen folytatta tanulmányait, ahol 1908-ban magyar–latin–német szakos tanári oklevelet szerzett, 1909-ben pedig finnugor összehasonlító nyelvészetből védte meg bölcsészdoktorátusát. 1908 és 1910 között a Pannonhalmi Bencés Gimnáziumban a magyar mellett finnugrisztikát oktatott, 1909–1910-ben több ízben külföldi – brüsszeli, laibachi (ma Ljubljana), római és stockholmi – egyetemeken folytatott nyelvészeti tanulmányokat. 1910-től a pannonhalmi bencés tanárképző főiskola tanára lett, 1911-ben és 1913-ban Finnországban, Szentpéterváron, Párizsban és Londonban hallgatott nyelvészeti stúdiumokat.
1923-ban magántanári képesítést szerzett a budapesti Pázmány Péter Tudományegyetemen mint a magyar történeti mondattan előadója, de pannonhalmi tanári állását is megtartotta, sőt, 1930-tól a pécsi Erzsébet Tudományegyetemen is oktatott finnugrisztikát nyilvános rendkívüli tanárként. 1932-ben pannonhalmi és budapesti katedrájától egyaránt megvált, amikor a pécsi tudományegyetemen véglegesítették a magyar és finnugor összehasonlító nyelvtudomány nyilvános rendes tanáraként. Az 1937/1938-as tanévben a bölcsészettudományi kar dékáni tisztét is betöltötte. 1940-től, a pécsi bölcsészkar Szegedre költöztetésével az alföldi város egyetemén oktatott mint a magyar és finnugor nyelvtudomány, 1946-tól mint a magyar nyelvészet nyilvános rendes tanára. 1950-től 1955-ös nyugdíjazásáig pedig az általa szervezett magyar nyelvészeti tanszék vezetését bízták rá. Az 1944/1945-ös tanévben a szegedi tanintézmény prodékáni feladatkörét is ellátta.

## Munkássága
Fő kutatási területe az összehasonlító finnugor nyelvészet volt, azon belül is a tudományos érdeklődése az egyes nyelvek mondattani vonatkozásaira irányult. A mordvin, a osztják (hanti) és a vogul (manysi) nyelv kiváló ismerője volt, életének legnagyobb vállalkozása – a halála miatt befejezetlenül maradt – összehasonlító finnugor mondattani szintézis volt. Szintaktikai vizsgálatai belül különösen nagy figyelmet szentelt a finnugor nyelvek tárgyas ragozási rendszerének, a létige mondatalakító szerepének és a tagadásnak, de tanulmányozta a finnugor nyelvek hang- és alaktantörténetét is. Az első világháború során foglyul ejtett mordvin katonákat gyűjtött Pannonhalmára, akiktől eredeti népi szövegeket jegyzett le, illetve vett hanglemezre a Bécsi Egyetem számára.
Finnugor mondattani kutatásai vezették el a magyar nyelv behatóbb mondatelméleti vizsgálatához, amelynek során közép- és újkori nyelvemlékek és egyéb források alapján háromkötetes munkájában vázolta fel a magyar szintaxis változásának történetét (Magyar történeti mondattan, 1928–1942). Jelentősek a névtan és a szótan területén végzett munkái, emellett általános nyelvészettel és nyelvfilozófiával szintén foglalkozott, eklektikus értelmezésében a nyelv pszichológiai-logikai-történeti produktum.

### Társasági tagságai és elismerései
Tudományos eredményei elismeréseként 1922-től a Szent István Akadémia rendes tagja volt, a Magyar Tudományos Akadémia pedig 1927-ben választotta levelező tagjai közé. 1949-ben tanácskozó taggá minősítették, s levelező tagságát csak 1989-ben, posztumusz állították vissza. Több hazai és külföldi tudományos társaság munkájában részt vett: választmányi tagja volt a Magyar Nyelvtudományi Társaságnak és a Magyar Irodalomtörténeti Társaságnak, 1925-től a helsinki Finnugor Társaság  tagja, 1938-tól az akkor alakult Észt Tudományos Akadémia  levelező tagja volt.
Munkásságáért 1921-ben az MTA Sámuel-jutalmát, 1925-ben a Szent István Akadémia Fraknói-nagyjutalmát nyerte el.

## Főbb művei
Főbb publikációi a Magyar Tudományos Művek Tárában.
- Klemm I. Antal: Baróti Szabó Dávid nyelve nyelvújítási szempontból. Budapest: Athenaeum. = Nyelvészeti Füzetek,  50.  72 o.
- Klemm Antal: Mordvin szövegek. Budapest: (kiadó nélkül). 1916.   55 o.
- Klemm Antal:  A mordvín alárendelő viszony.  Nyelvtudományi Közlemények,  XLV. évf.  4. sz. (1920)   357–400. o.
- Anton Klemm:  Zur Geschichte der sog. Tempora in den finnisch-ugrischen Sprachen.  Finnisch-Ugrische Forschungen,  XVII. évf.  1–3. sz. (1925)   55–64. o.
- Klemm Antal:  A létige szerepe az osztjákban és a vogulban.  Nyelvtudományi Közlemények,  XLVI. évf.  3. sz. (1927)   386–401. o.
- Klemm Antal:  Pozitivizmus és idealizmus a nyelvtudományban: A nyelvtudomány módszertanához.  Magyar Nyelv,  XXIV. évf.  5–6. sz. (1928)   151–160. o.
- Klemm Antal: A mondattan elmélete: Székfoglaló. Budapest: Magyar Tudományos Akadémia. 1928.   164 o. (1927-ben elhangzott akadémiai székfoglalója)
- Klemm Antal: Magyar történeti mondattan I–III. Budapest: Magyar Tudományos Akadémia. 1928–1942.  = A Magyar Nyelvtudomány Kézikönyve II,  6.  219 + 156 + 278 o.
- Klemm Antal:  A magyar igealakok használata.  Magyar Nyelv,  XXVII. évf.  1–2. sz. (1931)   25–31. o.
- Klemm Antal:  A megengedő mondatok.  Magyar Nyelv,  XXX. évf.  1–2. sz. (1934)   7–12. o.
- Klemm Antal: Pécs és a Mecsek neve. Pécs: szerzői. 1935.  = Pannonia Könyvtár,  1.  20 o.
- Klemm Antal: Pécsi helynevek. Pécs: (kiadó nélkül). 1935.  = Pannonia-könyvtár,  16.  13 o.
- Klemm Antal:  A szófajok történetéhez.  Magyar Nyelv,  XXXIII. évf.  9–10. sz. (1937)   316–322. o.
- Klemm Antal:  A pécsi Nyírkállai-kódex magyar glosszái.  Pannonia,  III. évf.   (1937)   264–275. o.
- Klemm Antal: A magyar szenvedő ige. In  Emlékkönyv Melich János 70. születésnapjára. Budapest: Magyar Nyelvtudományi Társaság. 1942.   186–195. o.
- Klemm Antal:  Szeged neve.  Délvidéki Szemle,  II. évf.  1. sz. (1943)   97–108. o.
- Klemm Antal:  Nyelvtudomány, logika, lélektan.  Magyar Nyelv,  XLIV. évf.  2. sz. (1948)   118–127. o.
- Klemm Imre: Magyar leíró nyelvtan történeti magyarázatokkal: Szótan, hangtan. Szeged: VKM. [1951].   59 o.

## További irodalom
- Klemm Antal. Pécsi Egyetemi Almanach 1367–1999 (Hozzáférés: 2022. január 29.)
- Rónai Béla:  Klemm Imre Antal 1883–1963.  Magyar Nyelvőr,  LXXXVIII. évf.  1. sz. (1964)   82–83. o.
- Péter László: Klemm Imre Antal munkássága: Bibliográfia. Szeged: Szegedi ny. 1965.  = Nyelvészeti Dolgozatok,  58.
- Nyíri Antal:  Klemm Imre Antal, a nyelvtudós.  Néprajz és Nyelvtudomány,  XXVII. évf.   (1983)   7–10. o.
- Károly Sándor:  Gombocz szintaxisa és Klemm mondattana.  Néprajz és Nyelvtudomány,  XXVII. évf.   (1983)   11–18. o.
- Temesi Mihály:  In memoriam Klemm Imre Antal.  Magyar Nyelv,  LXXX. évf.  3. sz. (1984)   259–271. o.
- Nagy szegedi nyelvészek, egyéniségek. Szerk. Tóth Szergej, B. Székely Gábor, Galgóczi László. Szeged: Generalia. 2005.  = A XII. Magyar Alkalmazott Nyelvészeti Kongresszus Kiadványai,  5.